# Natanael Berg
Carl Natanael Rexroth-Berg (født 9. februar 1879 i Stockholm, Sverige, død 14. oktober 1957) var en svensk komponist, lærer og dyrlæge.
Berg blev først uddannet i veterinærmedicin, og praktiserede som dyrlæge til 1939. Han begyndte samtidig at undervise i musik på forskellige musikskoler i Stockholm, og komponerer musik. Han var oprindelig selvlært som komponist, men begyndte at studerede komposition på Musikkonservatoriet i Stockholm, og senere i Berlin, Wien og Paris. Berg skrev fem symfonier, orkesterværker, kammermusik, fem operaer, koncertmusik, fem balletter, sange, stykker for klaver etc. Han levede efter 1939 som freelancekomponist til sin død i Stockholm 1957.

## Udvalgte værker
- Symfoni nr. 1 "Alles endte var entstehet" (1913) - for orkester
- Symfoni nr. 2 "Årstiderne" (1916) - for orkester
- Symfoni nr. 3 "Magter" (1917) - for orkester
- Symfoni nr. 4 "Pezzo Sinfonico" (Symfonisk stykke) (1918) - for orkester
- Symfoni nr. 5 "Passions trilogien" (1924) - for orkester
- Traumgewalten (Drømmekræfter) (1910) (Symfonisk digtning) - for orkester
- Violinkoncert (1918) - for violin og orkester
- Klaverkoncert (1931) - for klaver og orkester